# О’Доннелл, Гильермо
Гилье́рмо О’До́ннелл (исп. Guillermo O'Donnell, 1936, Аргентина — 29 ноября 2011, Буэнос-Айрес) — аргентинский политолог-компаративист, с конца 1970-х годов работал в США.

## Биография
Окончил юридический факультет Буэнос-Айресского университета. Работал адвокатом, преподавал в школе права Буэнос-Айресского университета (1958—1966) и в Папском католическом университете Аргентины (1966—1968). В 1963 году занимал пост заместителя министра внутренних дел.
В 1968 году продолжил обучение в области политологии в аспирантуре Йельского университета, в 1971 году получил степень магистра политологии, но не закончив диссертацию, вернулся в Буэнос-Айрес. В 1972—1975 годах преподавал в иезуитском Университете Спасителя. В 1973 году опубликовал начатую в аспирантуре работу в виде книги Modernization and Bureaucratic-Authoritarianism, которая сразу привлекла большое внимание и способствовала дискуссиям о латиноамериканской политике.
В 1979 году переехал в США. В 1987 году, уже являясь признанным учёным, защитил докторскую диссертацию по политическим наукам в Йельском университете. Профессор кафедры политических наук Института Келлога в университете Нотр-Дам (штат Индиана), сотрудник Института продвинутых исследований Стэнфордского университета. Преподавал в Университете Сан-Паулу, Калифорнийском университете. Возглавлял Центр исследований государства и общества в Аргентине.

### Семья
Младший брат — Пачо О’Доннелл (род. 1941), аргентинский врач-психоаналитик, писатель, политик.
Жена — профессор политологии Габриэла Ипполито О’Доннелл. Пятеро детей.

## Научные интересы
С 1970-х годов занимался исследованием авторитаризма на материале аргентинской политической жизни 1960—1970-х годов. Автор трудов об особенностях «авторитарно-бюрократического государства», проблемах и формах перехода к демократии (делегативная демократия, демократия микро и др.).

## Признание
Почетный доктор Буэнос-Айресского университета, почетный гражданин Буэнос-Айреса. Президент Международной ассоциации политических наук (1988-1991). Член Американской академии искусств и наук (1995). Стипендия Гуггенхайма (1979). Премия Международной ассоциации политических наук за жизненное достижение (2006).

## Труды
- Modernización y Autoritarismo (1972)
- El Estado Burocrático Autoritario (1982)
- Issues in Democratic Consolidation (1982)
- Democracia macro y micro (1982)
- Transitions from Authoritarian Rule (1986, в соавторстве с Филиппом Шмиттером)
- A Democracia no Brasil (1988)
- Poverty and Inequality in Latin America (1988)
- Contrapuntos: ensayos escogidos sobre autoritarismo y democratización (1997)
- La (in)efectividad de la ley y la exclusión en América Latina (2001, в соавторстве)
- Desarrollo Humano y Ciudadanía: Reflexiones sobre la Calidad de la Democracia en América Latina (2003)
- The Quality of Democracy: Theory and Applications (2004)
- Dissonances: Democratic Critiques of Democracy (2007)
- Catacumbas (2008)

### Публикации на русском языке
- Делегативная демократия (рус.)